# Cuba Gooding Jr.
Cuba Gooding, Jr. (2 de gener de 1968, Bronx, Nova York, Estats Units) és un actor i productor estatunidenc.

## Biografia
Nascut el 2 de gener de 1968 a Nova York, Cuba Gooding Jr és un actor que va fet les seves primeres actuacions en les sèries de televisió com a «Hill street blues» i «Mac Gyver». El 1988 fa el pas a la pantalla gran a la pel·lícula Coming to America, on té un petit paper al costat d'Eddie Murphy. Encadena, llavors, papers secundaris a grans produccions com Alguns homes bons de Rob Reiner i Outbreak  (1994) de Wolfgang Petersen.
L'any 1996 marca un gir en la seva carrera quan s'emporta l'Oscar al millor actor secundari per a  Jerry Maguire . En aquesta pel·lícula, encarna un futbolista professional, Rod Tidwell i treballa amb Tom Cruise.
Ben rebut per la crítica, rep diversos premis: l'«Screen Actors Guild Award», el «Chicago Film Critics Award», el «Broadcasters Film Critics Award», el «Blockbuster Entertainement Award», el «Black Oscars Award» i l'"American Comedy Award", tots per al millor actor secundari. També va ser nominat pel «Globus d'Or».
Des de, Cuba Gooding Jr ha interpretat en gèneres molt diversos, anant de la comèdia (Millor, impossible ,  Boat Trip ) al thriller (Instint ), al drama (Men of Honor ,  Radio ), al cinema de guerra ( Pearl Harbor ) i fins i tot als dibuixos animats (Home on the Range  de Walt Disney.
Obté la seva estrella al Passeig de la Fama de Hollywood el 2002.

## Filmografia

### Actor
| - 1988: Coming to America: Boy Getting Haircut - 1989: MacGyver (TV): Temporada 4 Ep 12: Ray Collins - 1989: Judgement: Oficial Alvarez - 1989: Sing: Stanley - 1991: Els nois del barri (Boyz No The Hood): Tré Styles - 1992: Murder Without Motive: The Edmund Perry Story (TV): Tyree - 1992: Gladiator: Abraham Lincoln Haines - 1992: Alguns homes bons (A Few Good Men): Cpl. Carl Hammaker - 1993: Daybreak (TV): Torch - 1993: Judgment Night (Judgment Night): Mike Peterson - 1994: Lightning Jack: Ben Doyle - 1994: Volar pels aires (Blown Away): Bomb Squad Class Member - 1995: Esclat (Outbreak): Major Salt - 1995: Losing Isaiah: Eddie Hughes - 1995: The Tuskegee Airmen (TV): Billy Roberts - 1996: The Audition - 1996: Jerry Maguire: Rod Tidwell - 1997: Trading Favors: dependent de licoreria - 1997: Millor, impossible (As Good as It Gets): Frank Sachs - 1998: Més enllà dels somnis (What Dreams May Come): Albert Lewis - 1999: A Murder of Crows (vídeo): Lawson Russell | - 1999: Instint (Instinct): Theo Caulder - 1999: Chill Factor: Arlo - 2000: Men of Honor: BM2 / Cap Carl Brashear - 2001: Pearl Harbor: Oficial Doris Miller - 2001: Rates a correcuita (Rat Race): Owen Templeton - 2001: In the Shadows: Draven - 2002: Snow Dogs: Dr. Ted Brooks - 2002: Boat Trip: Jerry Robinson - 2003: Radio: Radio - 2004: Home on the Range de Will Finn i John Sanford: Buck (veu) - 2005: Lightfield's Home Videos - 2005: Shadowboxer: Mikey - 2005: Dirty: Oficial Salim Adel - 2006: End Game: Alex Thomas - 2007: Norbit: Deion Hughes - 2007: American Gangster: Nicky Barnes - 2008: Hero Wanted: Liam Case - 2008: Line watch: Kevin Bray - 2009: The devil's tomb: Mack - 2009: Hardwired: Luke Gibson - 2009: Gifted Hands: The Ben Carson Story (TV) |

Cameo el 2001 a Zoolander, pel·lícula amb Ben Stiller.

### Productor
- 1999: A Murder of Crows (vídeo)

## Premis i nominacions
Premis
- Oscar al millor actor secundari per Jerry Maguire (1997)

Nominacions
- Globus d'Or al millor actor secundari per Jerry Maguire (1997)